# Handmade Essence
Handmade Essence — дебютный студийный альбом (мини-альбом) российской группы Mechanical Poet, выпущенный в 2003 году на лейбле CD-Maximum.

## Список композиций
| №                   | Название | Длительность |
| ------------------- | --- | ------------ |
| 1.                  | «Handmade Essence» («Рукотворная жизнь» повествует о механическом существе, сбежавшем из лаборатории своего создателя.)                                      | 3:47         |
| 2.                  | «Frozen Nile» («Замёрзший Нил» рассказывает о фантастическом случае — река Нил замерзла вместе со всеми её обитателями.)                                     | 4:44         |
| 3.                  | «Hermetical Orchard» («Искусственный сад». Герой песни, алхимик, пытается создать фруктовый сад из металла, но солнце раз за разом сжигает плоды его труда.) | 5:50         |
| 4.                  | «Clue of a Scarecrow» («Мысли чучела» — одинокое пугало сокрушается над своей несчастной судьбой.)                                                           | 3:57         |
| 5.                  | «Clockwork Shrimps» («Заводные креветки» — инструментал.) | 1:25         |
| 6.                  | «Waltzing Skip-Jack» («Танец попрыгунчика» — инструментал.)                                                                                                  | 2:13         |
| Общая длительность: | Общая длительность: | 21:56        |

## Участники записи
- Максим Самосват — вокал.
- Лекс Плотников — гитара, бас-гитара, клавишные.
- Том Токмаков — барабаны, бас-гитара, клавишные.

## Информация
- Музыка: Лекс Плотников и Том Токмаков (# 1, 2), Лекс Плотников (# 3—6)
- Лирика: Лекс Плотников.
- Аранжировка вокала: Максим Самосват.
- Оркестровки: Лекс Плотников.
- Семплы: Лекс Плотников и Том Токмаков.
- Студия:
- Звукоинженер: Том Токмаков.
- Мастеринг: Максим Самосват.
- Художник и дизайнер альбома: Lee Nicholson.